# Stefan Krätke
Stefan Krätke (* 19. Juli 1952 in Trier) ist ein deutscher Professor für Wirtschafts- und Sozialgeographie an der Europa-Universität Viadrina.

## Leben
Nach dem Abitur am Helmholtz-Gymnasium Dortmund im Jahr 1971 studierte Krätke von 1972 bis 1978 Architektur, Stadtplanung und Stadt- und Regionalökonomie zunächst in Dortmund und schließlich an der TU Berlin. 1981 promovierte er an der TU zum Thema Kommunaler Sozialwohnungsbau in westeuropäischen Ländern mit summa cum laude. Zehn Jahre bis 1990 war er als Wissenschaftlicher Mitarbeiter an der Hochschule der Künste Berlin am Forschungsschwerpunkt Internationaler Vergleich der Stadterneuerung. 1991/1992 vertrat er Prof. Dieter Läpple an der TU Hamburg-Harburg, bevor er 1993 Professor für Planungsökonomie und Stadtentwicklung an der FH Hamburg wurde. 1994 wechselte er auf seinen Lehrstuhl an der Viadrina in Frankfurt (Oder). Er war 2002 bis 2005 korrespondierendes Mitglied der Akademie für Raumforschung und Landesplanung, wobei er die länderübergreifende Arbeitsgemeinschaft Chancen der EU-Osterweiterung für Ostdeutschland der Akademie leitete. 2005 wurde er ordentliches Mitglied der Akademie. Krätke gehört seit 2002 auch dem Wissenschaftlichen Beirat des Instituts für Regionalentwicklung und Strukturplanung an.
Seit 2001 gehört Krätke dem Advisory Board der Tijdschrift voor economische en sociale geografie an.
Stefan Krätke ist auch als wissenschaftlicher Berater für politische Entscheidungsträger tätig. 1998 wurde Krätke in den Beirat für Raumordnung des Bundesministeriums für Verkehr, Bau- und Wohnungswesen berufen, wo er den Arbeitsgruppen Weiterentwicklung des Europäischen Raumentwicklungskonzepts EUREK und Regionale Wirkungen der EU-Osterweiterung bis 2006 angehörte. 2004 wurde er externer Sachverständiger der Enquete-Kommission Eine Zukunft für Berlin des Berliner Abgeordnetenhauses. Seit 2006 berät er die Deutsche Gesellschaft für Technische Zusammenarbeit zur regionalen Industrie- und Clusterpolitik im Programm Wirtschafts- und Strukturreform der Volksrepublik China.
Seine Emeritierung erfolgte am 1. April 2018.